# Mike Adam
Mike Adam, ONL (* 3. Juni 1981 in Labrador City) ist ein kanadischer Curler und Olympiasieger.
Adams größter Erfolg war der Gewinn der Goldmedaille bei den Olympischen Winterspielen 2006 in Turin. Er spielte an der Position Third im Team neben Skip Brad Gushue, Third Mark Nichols, Second Russ Howard und Lead Jamie Korab.